# Königreich Finnland
Das Königreich Finnland (finnisch Suomen kuningaskunta, schwedisch Kungariket Finland) war ein vergeblicher Versuch, nach der Unabhängigkeit des Großfürstentums Finnland vom Russischen Kaiserreich eine Monarchie in Finnland zu etablieren. Dabei versuchte das Deutsche Kaiserreich zum Ende des Ersten Weltkrieges, Friedrich Karl von Hessen als König von Finnland zu inthronisieren.

## Geschichte

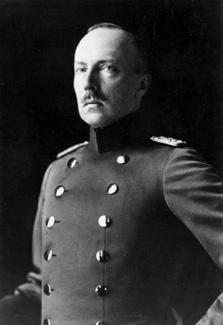
Friedrich Karl von Hessen (um 1918)

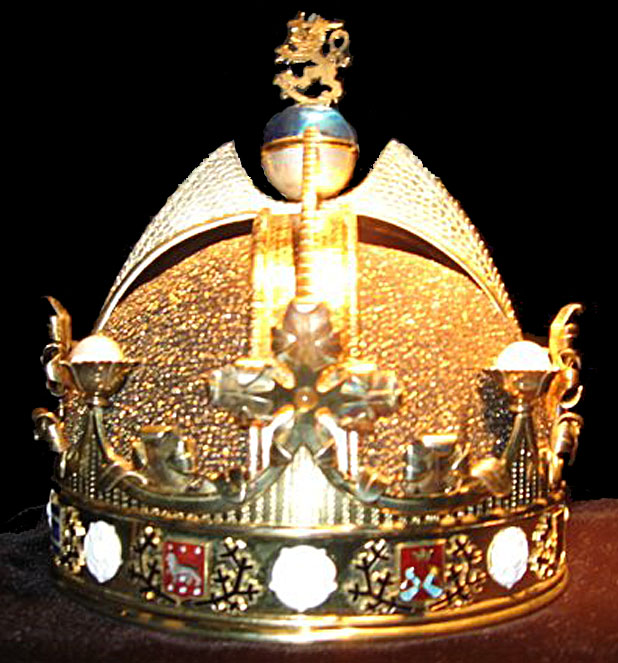
Eine Königskrone wurde nie angefertigt. Dieses Modell entstand in den 1980er Jahren nach einem Entwurf von Eric O. W. Ehrström. Juwelensammlung Kemi.

Finnland war seit dem Mittelalter integraler Bestandteil Schwedens. 
Russland schloss 1808 ein Abkommen mit Napoleon I. Russische Truppen griffen ab dem 21. Februar 1808 Schweden an (Russisch-Schwedischer Krieg 1808–1809) ; sie besetzten rasch Finnland und die Küste Norrlands bis Umeå. Schweden musste nach Niederlagen am 17. September 1809 den Friedensvertrag von Fredrikshamn unterschreiben. Finnland wurde als autonomes Großfürstentum Finnland autonomer Bestandteil des Russischen Kaiserreiches. 

In den folgenden 100 Jahren entwickelte sich Finnland zur Nation. Nachdem der Russische Bürgerkrieg ausbrach, erklärte Finnland am 6. Dezember 1917 seine Unabhängigkeit vom damaligen Sowjetrussland. Zu diesem Zeitpunkt waren die Monarchisten im Finnischen Parlament in der Minderheit, jedoch verhinderte der Finnische Bürgerkrieg, in den kaiserlich-deutsche Truppen eingriffen, dass der Vorschlag einer republikanischen Staatsform debattiert werden konnte. Während die Sozialdemokratische Partei Finnlands aus dem Parlament ausgeschlossen, das Land von einem Reichsverweser regiert wurde und noch keine neue Verfassung verabschiedet war, wurde Friedrich Karl von Hessen im von deutschen Truppen besetzten Gebiet am 9. Oktober 1918 vom Parlament zum König von Finnland gewählt.
Das ebenfalls von deutschen Truppen besetzte Litauen unternahm im Juli 1918 bereits einen ähnlichen Schritt und hatte Wilhelm Karl von Urach zu König Mindaugas II. gewählt. In Estland und Lettland rief die Allgemeine Provinzversammlung, die sich aus Deutschbaltischen Aristokraten zusammensetzte, den deutschen Kaiser Wilhelm II. auf, die baltischen Provinzen als eine gemeinsame Monarchie und ein deutsches Protektorat anzuerkennen. Adolf Friedrich zu Mecklenburg wurde daraufhin von den Deutsch-Balten zum Herzog des Vereinigten Baltischen Herzogtums ausgerufen.
Das Königreich Finnland unterhielt, ähnlich wie die Baltischen Provinzen, enge Beziehungen zum Deutschen Reich. Deutschland war die einzige Großmacht, die die Vorbereitungen auf die Unabhängigkeit unterstützt hatte, nicht zuletzt durch die Ausbildung von Freiwilligen bei den Finnischen Jägern. Ebenso intervenierte Deutschland in den Finnischen Bürgerkrieg, trotz der eigenen prekären Lage zum Ende des Ersten Weltkrieges. Finnlands Stellung an der Seite Deutschlands entwickelte sich im Frühling 1918 faktisch zu der eines Protektorats, und die Wahl von Prinz Friedrich, dem Schwager von Kaiser Wilhelm II., wurde als Bestätigung der engen Beziehungen zwischen den beiden Nationen angesehen.
Nachdem die Annahme einer neuen monarchistischen Verfassung wegen fehlender Mehrheiten im Parlament gescheitert war, stützte sich die (umstrittene) Legitimität der Königswahl auf die Regierungsform von 1772, die von Gustav III. eingeführt wurde, als Finnland noch zu Schweden gehörte. Das gleiche Verfassungsdokument diente im Laufe des 19. Jahrhunderts als Grundlage für die Wahl der russischen Kaiser zu finnischen Großfürsten.
Gustaf Arokallio, ein Abgeordneter im finnischen Parlament, schlug als Namen und Titel „Karl I., König von Finnland und Karelien, Herzog von Åland, Großherzog von Lappland, Herr von Kalevala und des Nordens“ (finnisch Kaarle I, Suomen ja Karjalan kuningas, Ahvenanmaan herttua, Lapinmaan suuriruhtinas, Kalevan ja Pohjolan isäntä; schwedisch Karl I, Kung av Finland och Karelen, hertig av Åland, storhertig av Lappland, herre över Kaleva och Pohjola) vor.
Friedrich Karl von Hessen nahm die Wahl vom 9. Oktober 1918 nicht endgültig an, sondern schob die Entscheidung auf, weil Deutschlands Niederlage absehbar war.
Am 9. November 1918 wurde in Deutschland die Republik ausgerufen, und der deutsche Kaiser Wilhelm II. dankte ab (Novemberrevolution). Zwei Tage später, am 11. November 1918, wurde der Waffenstillstand von Compiègne unterzeichnet und damit der Krieg zwischen Deutschland und den Westmächten beendet. Die Entente-Staaten stellten sich eindeutig gegen die Wahl eines deutschen Fürsten zum finnischen König. So blieb Ministerpräsident Lauri Ingman – selbst ein Monarchist –, nichts weiter übrig, als Prinz Friedrich darum zu bitten, auf die Königswürde zu verzichten. 
Der gewählte, aber noch nicht gekrönte König Friedrich entsprach am 14. Dezember 1918 dieser Bitte. Bei der Parlamentswahl von 1919 erhielten republikanische Parteien drei Viertel der Sitze, und Finnland nahm anschließend eine republikanische Verfassung an.

## Ähnliche Staatsgebilde
Gegen Ende des Ersten Weltkrieges gründete das Deutsche Reich auf dem Gebiet des ehemaligen Russischen Kaiserreiches mehrere Marionettenregierungen. Diese Staaten waren jedoch weder voll unabhängig noch souverän.
- Herzogtum Kurland und Semgallen
- Königreich Litauen
- Regentschaftskönigreich Polen
- Vereinigtes Baltisches Herzogtum
- Ukrainischer Staat
- Weißrussische Volksrepublik

Durch das rasche Kriegsende gingen diese Versuche, genauso wie beim Königreich Finnland, nie über die Planungsphase hinaus.